# Karel Alois Lichnovský z Voštic
Karel Alois Lichnovský z Voštic (německy Karl Alois Fürst Lichnowsky; 21. června 1761 Vídeň – 15. dubna 1814 Vídeň) byl slezský šlechtic z rodu Lichnovských z Voštic a významný hudební mecenáš a svobodný zednář. Vlastnil statky mj. na Moravě.

## Biografie
Narodil se 21. června 1761 ve Vídni jako Karel Alois Jan Nepomuk Vincenc Leonhard kníže Lichnovský z Voštic (Karl Alois Johann Nepomuk Vinzenz Leonhard Fürst Lichnowsky). Jeho rodiči byli Jan Karel Lichnovský z Voštic a jeho manželka Marie Karolína z Althannu.
V letech 1776–1782 studoval práva na Lipské univerzitě a na univerzitě v Göttingenu. V Göttingenu posléze navázal kontakt s varhaníkem a hudebním badatelem Johannem Nikolausem Forkelem. Byl velikým podporovatelem umění, zejména hudby. Byl znám především svými kontakty např. s Wolfgangem Amadeem Mozartem, s nímž sdílel členství v zednářské lóži Ludwigem van Beethovenem a také s Johannem Wolfgangem von Goethe.

## Rodina
25. listopadu 1788 se Karel Alois ve Vídni oženil s Vilemínou Kristýnou z Thun-Hohensteinu (1765–1841), dcerou hraběte Františka Josefa z Thun-Hohensteinu a jeho manželky Marie Vilemíny, rozené hraběnky z Ulfeldtu. Manželům se narodil jediný syn Eduard Maria, pozdější dědic titulu, historik a autor spis Geschichte des Hauses Habsburg.
V některých genealogiích se uvádí, že se Karel Alois po smrti své manželky podruhé oženil s Katharinou Leinböckovou. Ve skutečnosti se však nejednalo od manželství, nýbrž o blízký vztah.

## Beethovenovy dedikace
Beethoven věnoval hraběti Lichnovskému sedm svých skladeb:
- Tři klavírní tria op. 1 (1793)
- Klavírní variace na „Quant’è più bello“ z opery Giovanniho Paisiella „La Molinara“ WoO 69 (1795)
- Klavírní sonáta c moll op. 13 "Patetická" (1798)
- Klavírní sonáta As dur op. 26 (1801)
- Symfonie č. 2 D dur op. 36 (1802)